# 33583 Karamchedu
33583 Karamchedu este o planetă minoră (asteroid), cu un diametru de 3,727 km, din centura de asteroizi. A fost descoperită pe 10 mai 1999 la Experimental Test Site⁠(d) de Lincoln Near-Earth Asteroid Research. 
Obiectul prezintă o orbită caracterizată de o semiaxă mare de 2,640176 UAi, o excentricitate de 0,18, o înclinație de 6,479 ° în raport cu ecliptica.